# Le Journal d'une baby-sitter
Pour plus de détails, voir Fiche technique et Distribution.
Le Journal d'une baby-sitter (The Nanny Diaries) ou Le Journal d'une nanny au Québec, est un film américain de Shari Springer Berman et Robert Pulcini, sorti en 2007.

## Synopsis
Annie Braddock, une jeune femme du New Jersey diplômée en ethnologie, ne parvenant pas à trouver d'emploi, entre comme baby-sitter au service d'une famille aisée de l'Upper East Side de Manhattan (New York), pour s'occuper de leur fils.
Très vite, la jeune fille va sentir qu'elle n'est pas vraiment la bienvenue, d'autant plus que la mère de famille lui fait bien comprendre que son travail consiste surtout à répondre à ses moindres exigences.

## Fiche technique
- Titre français : Le Journal d'une baby-sitter
- Titre québécois : Le Journal d'une nanny
- Titre original : The Nanny Diaries
- Réalisation : Shari Springer Berman et Robert Pulcini
- Scénario : Shari Springer Berman et Robert Pulcini, d'après le roman d'Emma McLaughlin et Nicola Kraus
- Directeur de la photographie : Terry Stacey
- Costumes : Michael Wilkinson
- Musique : Craig Suozzo
- Production : Richard N. Gladstein
- Sociétés de production : The Weinstein Company • FilmColony
- Distribution :  France : TFM Distribution
- Budget : 20 000 000 $
- Box-office

Monde : 35 370 000 de dollars
- Pays de production :  États-Unis
- Langue : anglais
- Date de tournage : 10 avril 2006 - ??
- Genre : comédie dramatique
- Dates de sortie : 
  - États-Unis : 24 août 2007
  - France : 14 mai 2008
  - Québec : 24 août 2007
- Durée: 105 minutes

## Distribution
- Scarlett Johansson (V. Q. : Camille Cyr-Desmarais) : Annie Braddock, dite « Nan » (« Nanny » en VO)
- Laura Linney (V. Q. : Lisette Dufour) : Mrs. X ou Mme X (« Mrs. Alexandra X » en VO)
- Paul Giamatti (V. Q. : François L'Écuyer) : Mr. X (« Mr. Stan X » en VO)
- Donna Murphy (V. Q. : Élise Bertrand) : Judy Braddock
- Alicia Keys (V. Q. : Hélène Mondoux) : Lynette
- Chris Evans (V. Q. : Antoine Durand) : Hayden
- Nicholas Art (V. Q. : Célia Gouin-Arsenault) : Grayer, alias « Grover »
- Julie White (V. Q. : Diane Arcand) : Jane Gould
- Nathan Corddry : Calvin
- Nina Garbiras : Miss Chicago

Source et légende : Version québécoise (V. Q.) sur Doublage Québec

## Autour du film
- Laura Linney et Paul Giamatti ont tourné dans The Truman Show sans y avoir de scènes ensemble. C'est donc la première fois qu'ils jouent ensemble. Ils se retrouveront quelque temps après pour le tournage du téléfilm John Adams, qui sera diffusé durant l'année 2008 sur HBO.
- Retrouvailles entre Chris Evans et Scarlett Johansson après The Perfect Score. Il tourneront à nouveau ensemble dans Avengers
- Deuxième rôle au cinéma pour la chanteuse Alicia Keys, après Mi$e à prix.